# كريس وارد (لاعب كرة قدم أمريكية)
كريس وارد (بالإنجليزية: Chris Ward)‏ هو لاعب كرة قدم أمريكية أمريكي، ولد في 16 ديسمبر 1956 في دايتون في الولايات المتحدة.